# 楊琪 (台灣演員)
楊琪（1973年6月25日—），前藝名楊淇，台灣女演員。國立藝術學院（今國立臺北藝術大學）戲劇系畢業。2012年起被確診為重度憂鬱症患者而不再成為通告藝人

## MV
- 1994 潘美辰《誰讓我流淚》、《無路可退》

## 主持
| 年份     | 頻道       | 節目                         |
| -------- | ---------- | ---------------------------- |
| 2000年   | 大地頻道   | 《網路e把抓》                |
| 2004年   | 大愛電視台 | 《幕後大愛》（過年特別節目） |
| 年份待考 | 中天娛樂台 | 《泡湯大島遊》               |

## 電視劇
| 年份   | 頻道       | 劇名                           | 飾演                  |
| ------ | ---------- | ------------------------------ | --------------------- |
| 1998年 | 民視無線台 | 台灣作家劇場《黑皮與白牙》     | 古小賢(黑皮)          |
| 1998年 | 公共電視台 | 公視人生劇展《浮光掠影的剎那》 |                       |
| 1998年 | 公共電視台 | 公視人生劇展《百里香煎魚》     |                       |
| 1998年 | 公共電視台 | 公視人生劇展《黑色童話》       |                       |
| 1998年 | 中華電視台 | 《台灣靈異事件·小鬼搬家》      | 小敏                  |
| 1999年 | 大愛電視台 | 《阿彩》                       | 丁林彩                |
| 2000年 | 台視       | 《碎心戀》                     | 王春暖                |
| 2000年 | TVBS       | 《二休劇場》                   |                       |
| 2000年 | 中華電視台 | 《愛情夢幻》                   |                       |
| 2000年 | 中華電視台 | 《重新維修101》                |                       |
|        | 三立台灣台 | 《戲說台灣·閻王娶妻》          | 秦幼秀                |
| 2001年 | 中華電視台 | 《台灣靈異事件·白賊父母心》    | 方維萍(小萍)          |
| 2001年 | 中華電視台 | 《追夫三人行》                 | Mary                  |
| 2001年 | 中華電視台 | 《貧窮貴公子》                 | 御秋                  |
| 2002年 | 中華電視台 | 《霹靂大夫俏護士》             | 梅艷芬                |
| 2002年 | 中華電視台 | 《麻辣鮮師》                   | 鐵若男（客串）        |
| 2002年 | 中華電視台 | 《四號宿舍》                   |                       |
| 2002年 | 八大電視台 | 《新不了情》                   | 柯淑佳                |
| 2002年 | 台灣電視台 | 《台灣夜百合》                 |                       |
| 2003年 | 三立都會台 | 《海豚灣戀人》                 |                       |
| 2003年 | 大愛電視台 | 《四重奏》                     | 陳雪子                |
| 2003年 | 衛視中文台 | 《阿薩布路1號》                | 淑芬（Monica）        |
| 2004年 | 中華電視台 | 《侯鳥e人》                    | 沈芸翠                |
| 2004年 | 衛視中文台 | 《第8號當鋪》                  | 林怡君                |
| 2004年 | 東森綜合台 | 《老婆大人》                   | 阿蘭                  |
| 2004年 | 公共電視台 | 公視人生劇展《壞蛋》           | 林慧珠                |
| 2005年 | 中華電視台 | 《絕代雙椒》                   |                       |
| 2005年 | 東森綜合台 | 《艾曼紐要怎樣》               | 艾愛                  |
| 2005年 | 大愛電視台 | 《草山春暉》                   | 李淑妍                |
| 2006年 | 中華電視台 | 《我們結婚吧》                 | 花枝                  |
| 2006年 | 大愛電視台 | 關山系列（一）《愛相隨》       | 許母                  |
| 2007年 | 公共電視台 | 公視人生劇展《指印》           | 輝砂嫂                |
| 2007年 | 台灣電視台 | 《星星知我心2007》             | 王倩姿                |
| 2008年 | 八大綜合台 | 生命關懷系列《幸福的鑰匙》     | 美女                  |
| 2008年 | 大愛電視台 | 《矽谷阿嬤》                   | 林慧珠                |
| 2008年 | 三立台灣台 | 《真情滿天下》                 | 彭玉琴／劉月梅        |
| 2010年 | 中華電視台 | 《我的排隊情人》               | 楊淇（客串）          |
| 2011年 | 八大綜合台 | 《旋風管家》                   | 桂雪鷺                |
| 2011年 | 大愛電視台 | 《愛的界線》                   | 蔡梅花                |
| 2011年 | 三立都會台 | 《小資女孩向前衝》             | 凱兒母·周桂萍（客串） |
| 2012年 | 大愛電視台 | 《團圓飯》                     | 孟玉慧                |
| 2012年 | 台灣電視台 | 《女人花》                     | 艾千、妙慧師太        |
| 2012年 | 東森幼幼台 | 《萌學園4時空戰役》            | 陰森女公爵            |
| 2012年 | 壹電視     | 《小站》                       | 劉老師                |
| 2013年 | 三立台灣台 | 《天下女人心》                 | 蔡春嬌                |
| 2013年 | 東森幼幼台 | 《萌學園5異界對決》            | 陰森女王、陰森老師    |
| 2013年 | C-POP TV   | 《雜務特勤組》                 | 戴菲                  |
| 2014年 | 大愛電視台 | 《紅塵驛站》                   | 黃明美                |
| 2014年 | 三立台灣台 | 《熱海戀歌》                   | 齊太太                |
| 2014年 | 中天電視台 | 《勇敢說出我愛你》             | 喬菲繼母，郭太太      |
| 2014年 | 三立台灣台 | 《阿母》                       | 王麗敏                |
| 2014年 | 民視       | 《你照亮我星球》               | 城偉母                |

## 電影
| 年份     | 片名           | 飾演             |
| -------- | -------------- | ---------------- |
| 年份待考 | 《迷戀生活》   |                  |
| 1994年   | 《飲食男女》   | 護士             |
| 2002年   | 《為人民服務》 | ANNIE            |
| 2002年   | 《扣扳機》     |                  |
| 2003年   | 《台北二一》   |                  |
| 2011年   | 《雞排英雄》   | 報社主管（客串） |
| 2011年   | 《命運化妝師》 | 葉靖             |
| 2012年   | 《陣頭》       | 檳榔嫂           |
| 2013年   | 《逗陣ㄟ》     | 宋美玲           |

## 舞台劇
| 年份   | 劇團           | 劇名                              |
| ------ | -------------- | --------------------------------- |
| 1999年 | 99劇團         | 《誰家老婆上錯床》                |
| 2002年 | 紙風車         | 《眼球先生夜總會》                |
| 2006年 | 屏風表演班     | 《女兒紅》                        |
| 2010年 | 屏風表演班     | 《婚外信行為》                    |
| 2011年 | 白雪綜藝·劇團  | 《雙婢怨》（執導作品）            |
| 2012年 | 台灣戲劇表演家 | 《第一次的親密接觸》              |
| 2012年 | 外表坊實驗團   | 《無可奉告－13.0.0.0.0.全面啓動》 |
| 2013年 | 台灣戲劇表演家 | 《Hi 米克》                       |
| 2015年 | 眼球先生夜總會 | 《雲淡風輕之人皮燈籠》            |
| 2018年 | 表演工作坊     | 《台北男女》                      |

## 網路劇
| 年份   | 頻道       | 劇名                          | 飾演  |
| ------ | ---------- | ----------------------------- | ----- |
| 2007年 | Yahoo!奇摩 | 《誰是富商真愛》（True Love） | Laura |

## 書籍

### 寫真集
- 1994年，《楊淇寫真集：放縱性感》，出版社：尖端，ISBN 9789577125910。

## 腳註
1. ↑  王雨晴. . 中時電子報. 2012-03-09  [2012-09-09]. （原始内容存档于2012-05-13） （中文（臺灣））.
2. ↑  ,   [2024-04-11] （中文（简体））

## 外部連結
- 楊琪的新浪微博
- 楊琪在香港影庫上的簡介
- 楊琪在豆瓣上的资料（简体中文）
- 華文影史庫 楊琪 簡介 （页面存档备份，存于）